# Venturia (dier)
Venturia is een vrij omvangrijk geslacht van  vliesvleugeligen (Hymenoptera) uit de familie van de gewone sluipwespen (Ichneumonidae).
De wetenschappelijke naam van het geslacht werd voor het eerst geldig gepubliceerd door Curt Schrottky in 1902. Hij noemde het geslacht naar de heer S. Venturi aan wie hij "vele zeer interessante soorten" te danken had, waaronder de typesoort Venturia argentina die Venturi in Buenos Aires had verzameld.
Dit geslacht komen over de gehele wereld voor. Vooral in Amerika het vertoont een grote diversiteit.

## Soorten
- V. ahlensis Maheshwary, 1977
- V. altia (Morley, 1913)
- V. amplareolata Wahl, 1987
- V. anareolata Wahl, 1987
- V. anatolica Horstmann, 1987
- V. anchisteus Wahl, 1987
- V. arenicola Horstmann, 1973
- V. argentina Schrottky, 1902
- V. aritai Momoi, 1970
- V. assamensis Maheshwary, 1977
- V. atricolor (Gyorfi, 1946)
- V. australis Wahl, 1987
- V. bergi (Brethes, 1922)
- V. bicarinata Wahl, 1984
- V. bolibasalis (Morley, 1926)
- V. brachypropodealis Wahl, 1987
- V. canescens (Gravenhorst, 1829)
- V. capulata Wahl, 1987
- V. catarinensis Wahl, 1984
- V. catoptron Wahl, 1984
- V. citriscapus Wahl, 1984
- V. compacta Wahl, 1987
- V. compressa Wahl, 1984
- V. crassicaput (Morley, 1926)
- V. chnaura Wahl, 1987
- V. daschi Wahl, 1987
- V. depressa Wahl, 1984
- V. desertorum Horstmann, 2008
- V. dilatata (Cameron, 1907)
- V. dioryctriae Kusigemati, 1988
- V. dreisbachi Wahl, 1987
- V. durangensis Wahl, 1987
- V. eremna Wahl, 1987
- V. erythrogaster Wahl, 1987
- V. erythropus (Ashmead, 1890)
- V. exareolata Momoi, 1970
- V. femorata (Szepligeti, 1910)
- V. finlaysonae Wahl, 1987
- V. floridensis Wahl, 1987
- V. fuscifemorata Wahl, 1987
- V. gaesata Wahl, 1987
- V. gelechiae (Ashmead, 1890)
- V. genalis Wahl, 1984
- V. girishi Sudheer & Narendran, 2006
- V. hadra Wahl, 1987
- V. hakonensis (Ashmead, 1906)
- V. hexados Maheshwary, 1977
- V. hibiscellae Wahl, 1987
- V. himachala Maheshwary, 1977
- V. inclyta (Morley, 1923)
- V. inquinata (Morley, 1913)
- V. intrudens (Smith, 1878)
- V. jordanae Fitton, 1994
- V. keralensis Sudheer & Narendran, 2006
- V. lankana Maheshwary, 1977
- V. latrunculus Wahl, 1987
- V. leptogaster (Cameron, 1904)
- V. licina Wahl, 1987
- V. linearis Momoi, 1970
- V. longicauda Wahl, 1984
- V. longicuspis Wahl, 1987
- V. longipropodeum (Uchida, 1942)
- V. longiterebrae (Rao, 1953)
- V. macilenta (Cresson, 1874)
- V. magrettii (Kriechbaumer, 1884)
- V. malaisei Maheshwary, 1977
- V. marjoriella Wahl, 1987
- V. masoni Wahl, 1987
- V. mayi Wahl, 1987
- V. maynei (Cameron, 1912)
- V. meridionalis (Ashmead, 1894)

- V. micraulax Wahl, 1987
- V. micheneri Wahl, 1987
- V. minuta Maheshwary, 1977
- V. mongolica (Kokujev, 1915)
- V. montana Maheshwary, 1977
- V. mulleola Wahl, 1987
- V. musae Wahl, 1984
- V. neoinclyta Sudheer & Narendran, 2006
- V. nickelseni Wahl, 1987
- V. nigra (Townes, 1958)
- V. nigricoxalis (Cushman, 1915)
- V. nigriscapus (Viereck, 1921)
- V. nigritegula Maheshwary, 1977
- V. oblongata Maheshwary, 1977
- V. ocypeta (Gauld, 1984)
- V. ochreiventris (Enderlein, 1914)
- V. oditesi (Sonan, 1939)
- V. ovivenans Zwart, 1973
- V. palmaris (Wilkinson, 1928)
- V. pallipennis Horstmann, 2008
- V. pastranai (Blanchard, 1946)
- V. patula (Viereck, 1912)
- V. pedalis (Cresson, 1865)
- V. peringueyi (Cameron, 1906)
- V. peruviana (Cushman, 1940)
- V. picturator Aubert, 1970
- V. platyura Wahl, 1987
- V. plaumanni Wahl, 1984
- V. portalensis Wahl, 1987
- V. porteri (Brethes, 1913)
- V. prolixa Wahl, 1987
- V. pseudocampoplexa Maheshwary, 1977
- V. pulsator (Seyrig, 1935)
- V. pullata Wahl, 1987
- V. pumila Wahl, 1987
- V. punctata Wahl, 1987
- V. quadrata Maheshwary, 1977
- V. roborowskii (Kokujev, 1915)
- V. robusta (Ceballos, 1955)
- V. rufiventris Schrottky, 1902
- V. saxatilis de Santis, 1975
- V. scitula Wahl, 1987
- V. sculleni Wahl, 1987
- V. serpentina Maheshwary, 1977
- V. sessilinervis (Cameron, 1906)
- V. simillima Maheshwary, 1977
- V. sokanakiakorum (Viereck, 1917)
- V. spectabilis Wahl, 1987
- V. splendidellae (Momoi, 1962)
- V. sundaica Maheshwary, 1977
- V. taiwana (Sonan, 1937)
- V. taneces Wahl, 1987
- V. tectonae (Perkins, 1936)
- V. testaceipes (Brethes, 1909)
- V. tetragona Wahl, 1984
- V. texana Wahl, 1987
- V. tezcatlipocai Wahl, 1984
- V. timocraticae (Blanchard, 1946)
- V. townesi (Momoi, 1965)
- V. townesorum Wahl, 1984
- V. triangulata Maheshwary, 1977
- V. tricolorata (Cameron, 1909)
- V. tristis Wahl, 1987
- V. uttara Maheshwary, 1977
- V. valelaminata Maheshwary, 1977